# Itatiaya
Genre
Itatiaya est un genre d'araignées aranéomorphes de la famille des Zoropsidae.

## Distribution
Les espèces de ce genre sont endémiques du Brésil.

## Liste des espèces
Selon World Spider Catalog (version 17.0, 20/05/2016) :
- Itatiaya apipema Polotow & Brescovit, 2006
- Itatiaya iuba Polotow & Brescovit, 2006
- Itatiaya modesta Mello-Leitão, 1915
- Itatiaya pucupucu Polotow & Brescovit, 2006
- Itatiaya pykyyra Polotow & Brescovit, 2006
- Itatiaya tacamby Polotow & Brescovit, 2006
- Itatiaya tubixaba Polotow & Brescovit, 2006
- Itatiaya ywyty Polotow & Brescovit, 2006

## Systématique et taxinomie
Ce genre a été déplacé des Ctenidae aux Zoropsidae par Polotow et Brescovit en 2011.

## Publication originale
- Mello-Leitão, 1915 : Algunas generos e especies novas de araneidos do Brasil. Broteria, vol. 13, p. 129-142.